# An die Musik

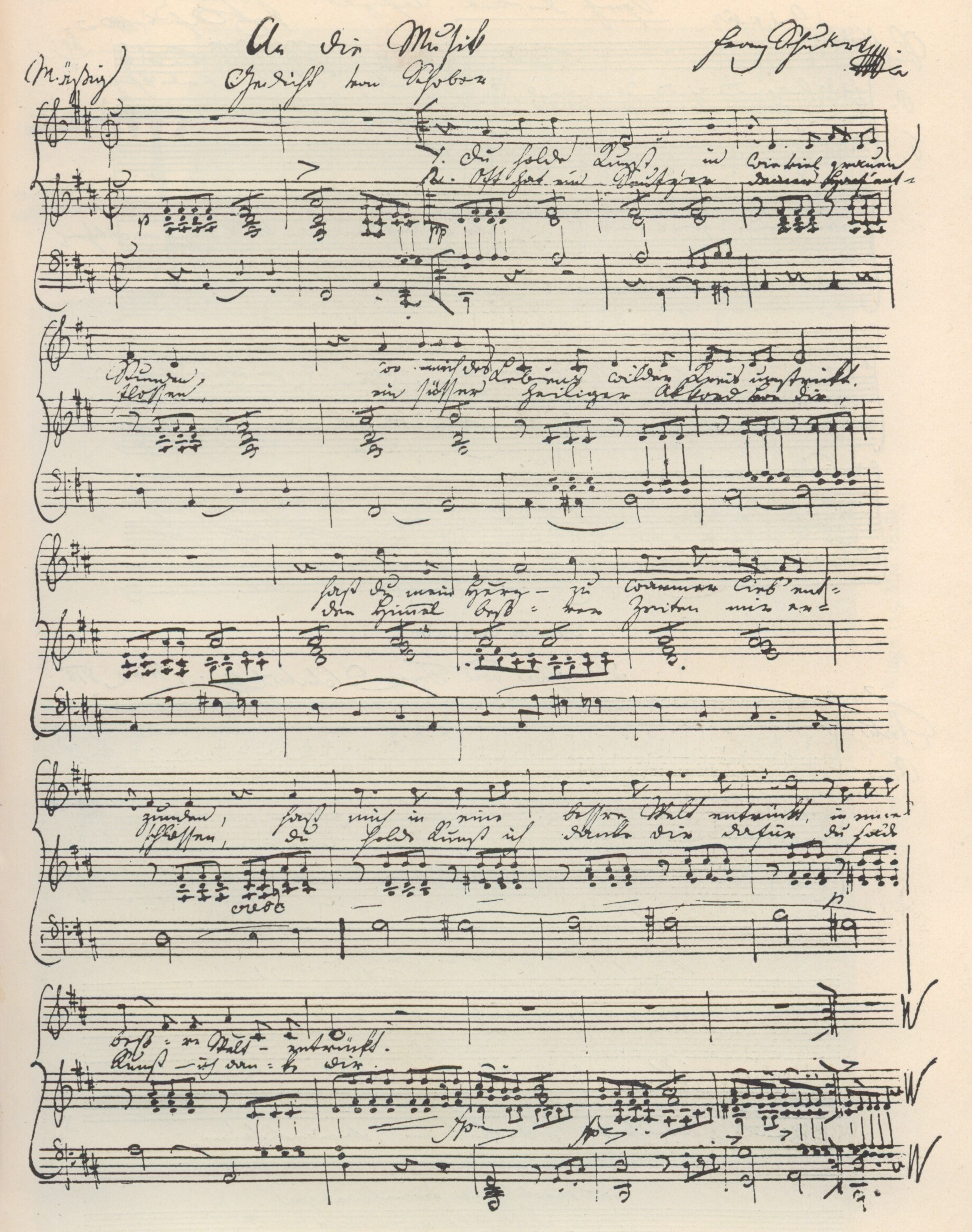
An die Musik – Schober & Schubert

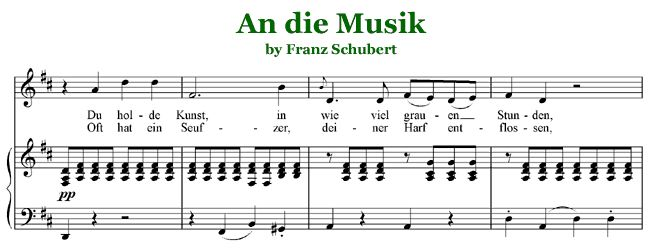
Begin van de partituur van An die Musik

An die Musik is een lied van Franz Schubert. Hij componeerde het in 1817 op tekst van zijn vriend Franz von Schober. Het lied (Opus 88, nr. 4) heeft nummer D 547 in de Werke-verzeichnis van Deutsch.
Het stuk is een lofzang op muziek en geldt als een van de meest geliefde liederen van Schubert.

## Tekst
Du holde Kunst, in wieviel grauen Stunden, 

Wo mich des Lebens wilder Kreis umstrickt, 

Hast du mein Herz zu warmer Lieb' entzunden, 

Hast mich in eine beßre Welt entrückt!
Oft hat ein Seufzer, deiner Harf' entflossen, 

Ein süßer, heiliger Akkord von dir 

Den Himmel beßrer Zeiten mir erschlossen, 

Du holde Kunst, ich danke dir dafür!